# Природні води
Во́ди приро́дні (рос. воды природные, англ. natural waters; нім. natürliche Wässer n pl) — сукупність поверхневих і підземних вод, які мають природне живлення. Розрізняють понад 400 геохімічних типів природних вод.

## Класифікація природних вод
Виділяють кілька класифікацій природних вод за хімічним складом, йонним складом, сольовим та газовим складом, мінералізацією, фізичними властивостями, наявністю специфічних компонентів:
- Класифікація вод за О. А. Алекіним
- Класифікація вод за В. А. Александровим
- Класифікація вод за В. В. Івановим та Г. А. Невраєвим
- Класифікація вод за В. Т. Малишеком
- Класифікація вод за мінералізацією
- Класифікація вод за хімічним складом